# 百节镇
百节镇，是中华人民共和国四川省达州市达川区下辖的一个乡镇级行政单位。2019年12月，撤销马家镇、木子镇，将原马家镇和原木子镇所属行政区域划归百节镇管辖。

## 行政区划
百节镇下辖以下地区：
街道社区、魁字岩村、交通村、梯岩村、观音桥村、三牌村、双石坝村、宝林村、鼓楼村、玉龙村、蒋家坡村、蔡家坡村和赵家坝村。